# 더 그레이트 워
더 그레이트 워(La grande guerra, The Great War)는 이탈리아, 프랑스에서 제작된 마리오 모니첼리 감독의 1959년 코미디, 드라마, 전쟁 영화이다. 알베르토 소르디 등이 주연으로 출연하였다.
아카데미상의 국제 영화상 부문의 후보에 올랐다. Ciak지는 역사상 가장 중요한 100대 영화 가운데 하나로 선정되었다.
제1차 세계 대전에 참전한 이탈리아 군인 부부를 주인공으로 한다.

## 출연

### 주연
- 알베르토 소르디
- 비토리오 가스만
- 실바나 망가노

## 같이 보기
- 제32회 아카데미상 외국어영화상 출품작 목록